# گمینا رخلیکی
گمینا رخلیکی (به لهستانی:  Gmina Rychliki) یک گمینا در لهستان است که در شهرستان البلانگ واقع شده‌است. گمینا رخلیکی ۱۳۱٫۶۶ کیلومتر مربع مساحت و ۴٬۰۸۷ نفر جمعیت دارد.